# 2004年アテネオリンピックの香港選手団
2004年アテネオリンピックの香港選手団（2004ねんアテネオリンピックのホンコンせんしゅだん）は、2004年8月13日から8月29日にかけてギリシャの首都アテネで開催された2004年アテネオリンピックの香港選手団、およびその競技結果。

## 概要
今大会は銀メダル1個を獲得した。
香港勢のメダル獲得は、1996年アトランタオリンピックのセーリング競技女子ミストラル級で金メダルを獲得した李麗珊以来2個目。

## メダル
| メダル | 選手名      | 競技 | 種目         |
| ------ | ----------- | ---- | ------------ |
| 銀     | 高礼沢 李静 | 卓球 | 男子ダブルス |